# Pentagrami (album)
Pentagrami è il primo album dell'omonimo gruppo musicale italiano Pentagrami.

## Tracce
L'album è composto da 6 brani originali:
1. Datemi la musica
2. Giuan
3. Le strade complicate
4. Il mago
5. L'impresa storica
6. L'allegra fattoria

## Formazione
- Mauro Olzeri - chitarra acustica, voce solista e cori
- Cristian Porcu - tastiere, voce solista e cori
- Fabio Mellerio - basso, voce solista e cori
- Paolo J.B. Beltrametti - batteria
- Roberto Pangallo - violinista